# Promot
Promot is een historisch merk van motorfietsen.
Promot-Motoimport, Warszawa. 
Pools merk dat rond 1966 cross- en enduromodellen met 123cc-Puch-motoren maakte.